# 埃尔塞沃省
埃尔塞沃省（西班牙語：Provincia de El Seibo，西班牙語發音：[el ˈsejβo]）是多明尼加共和國東部的一個省。下轄2個自治市鎮（municipio），以及2個自治市政區（Municipal district），首府在埃爾塞沃。在1984年之前，埃尔塞沃省的行政範圍包含阿托马约尔省。

## 行政區

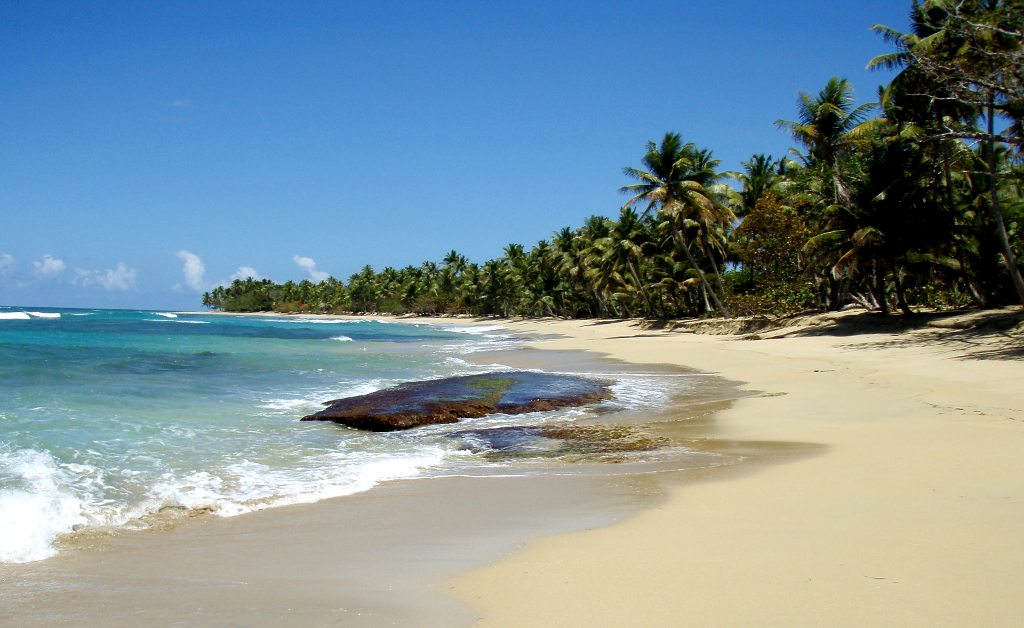
米切斯的翡翠海灘

| 市鎮名稱 | 總人口  | 都市人口 |
| -------- | ------- | -------- |
| 米切斯   | 96,964  | 48,558   |
| 埃爾塞沃 | 102,143 | 70,918   |